# Caniveau

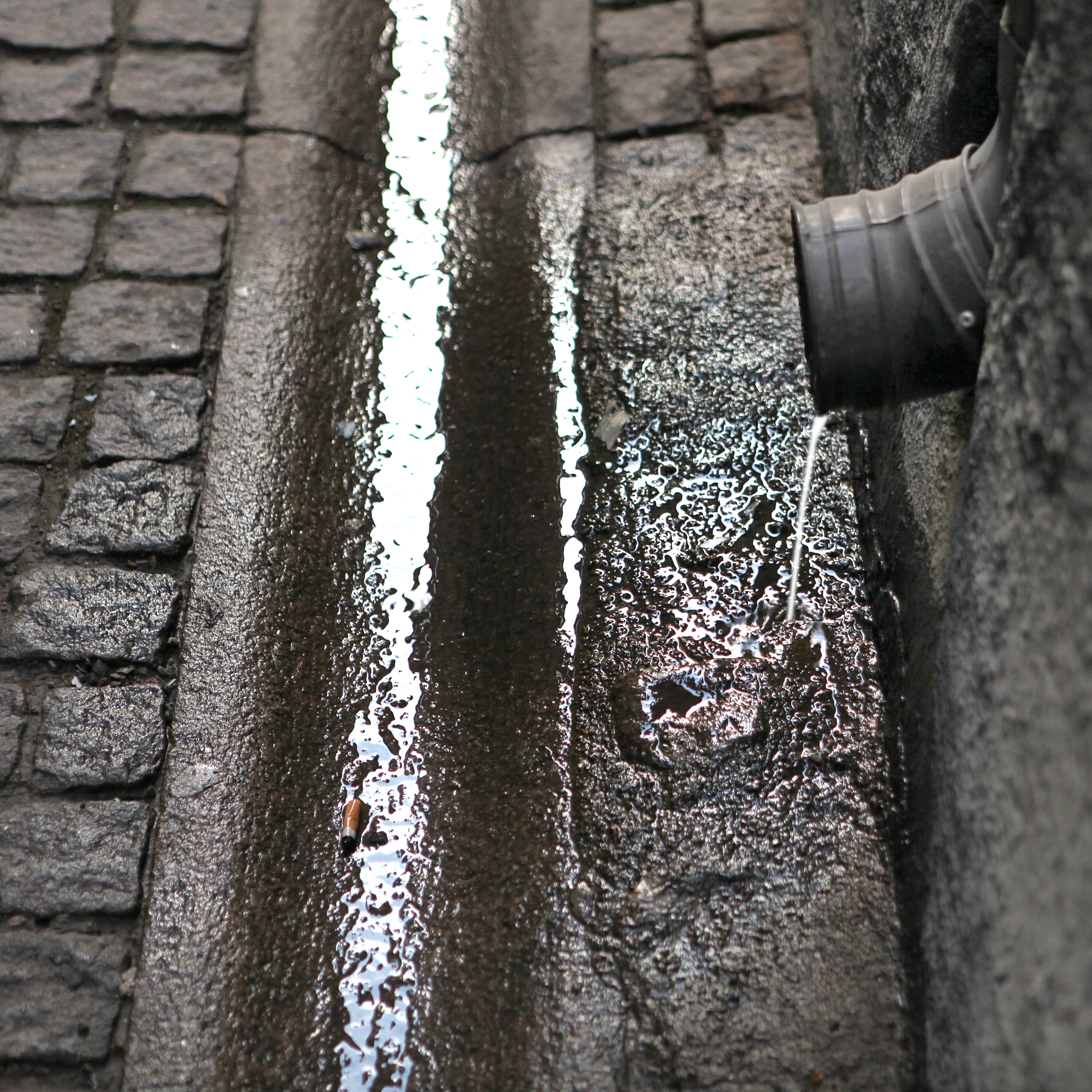
Caniveau à Gamla stan (vieille ville de Stockholm).

Un caniveau est, dans une agglomération, une zone urbanisée ou périurbaine, une rigole protégeant les trottoirs, les entrées et cours des bâtiments adjacents, des eaux de pluie en drainant les eaux de surface, le plus souvent vers des grilles d'évacuation, des siphons ou des regards ou rehausses de boîtes à eaux, les menant vers les réseaux d'eaux usées.

## Description
La rigole peut être ouverte à l'air ou enfoncée sous une grille passerelle ou caillebotis. Lorsque les caniveaux sont situés en limite de la chaussée et du trottoir, ils font partie des bordures et peuvent en prendre la dénomination.
Ils sont soit coulés sur place, soit préfabriqués en éléments et simplement posés par juxtaposition avec un ciment. Les matériaux utilisés pour leur fabrication sont variés, par exemple
- des matériaux à surfaces suffisamment lisses pour les drains, rainures ou supports de rigoles :
  - granit ou roches dures type basalte, voire gravillons lavés et compactés, céramiques ;
  - béton conventionnel ;
  - béton de polymère ou de résine : matériaux très résistants qui présentent de nombreux avantages, tels qu'une finition impeccable et une résistance au gel grâce à l'absence d'eau dans le mélange ;
  - revêtements types de chaussée par défaut
  - autres composites, par exemple polyester renforcé fibre de verre

- divers matériaux pour les grilles supérieures, grilles de sol ou d'évacuation, tampon auto-piéton ou siphon de cour, ou autres avaloirs :
  - acier ou fonte : en règle générale, les grilles de caniveaux sont soit en acier galvanisé, soit en acier inoxydable soit en fonte.
  - thermoplastiques : les plastiques les plus utilisés sont le PVC, le polypropylène et le polyéthylène ;
  - béton de polymère ou de résine, bétons polyesters…
  - autres composites, par exemple polyester renforcé fibre de verre